# Torneo Copa Centenario de Guatemala 2003
El Torneo Copa Centenario 2003 fue la primera edición del torneo de copa realizado con el nombre de Copa Centenario. Se inició el 22 de enero y concluyó el 14 de mayo de 2003. El campeón de esta edición fue Municipal que enfrentó en la final a doble partido al club Coban Imperial. Ganándole por un marcador global de 3 a 1.
Se disputó con 32 equipos, 10 de la Liga Nacional, 20 de la Primera División y 2 invitados de la Segunda División.

## Primera ronda
Eliminatoria disputada a doble partido. Los encuentros de ida se disputaron el 22 de enero y los de vuelta el 29 de enero.
| Equipo local ida          | Resultado | Equipo visitante ida       | Ida | Vuelta |
| ------------------------- | --------- | -------------------------- | --- | ------ |
| Deportivo Carchá          | 1-3       | Cobán Imperial             | 1-0 | 0-3    |
| Deportivo Sacachispas     | 0-0       | Deportivo Zacapa           | -   | 0-0    |
| Real Motagua              | 1-2       | Deportivo San Benito       | 1-2 | 0-0    |
| Heredia Jaguares          | 1-1 (v)   | Deportivo Teculután        | 0-0 | 1-1    |
| Deportivo Mictlán         | 3-1       | Deportivo Achuapa          | 2-1 | 1-0    |
| Deportivo Sanarate        | 3-4       | Deportivo Jalapa           | 1-1 | 2-3    |
| Deportivo Mixco           | 2-6       | Comunicaciones             | 1-2 | 1-4    |
| América de Chimaltenango  | 2-2(v)    | Antigua GFC                | 1-0 | 1-2    |
| Deportivo Puerto San José | 2-5       | Aurora F.C.                | 2-3 | 0-2    |
| Deportivo Amatitlán       | 5-5 (v)   | Municipal                  | 5-2 | 0-3    |
| Deportivo Samayac         | 3-2       | Deportivo Suchitepéquez    | 0-1 | 3-1    |
| Deportivo Coatepeque      | 0-1       | Juventud Retalteca         | 0-0 | 0-1    |
| Jaguares Cotzumalguapa    | 2-4       | Deportivo Nueva Concepción | 2-1 | 1-3    |
| Deportivo Petapa          | 5-4       | Universidad SC             | 2-2 | 3-2    |
| Deportivo Xinabajul       | 2-2(v)    | Xelajú M.C.                | 0-0 | 2-2    |
| Deportivo San Pedro       | 2-3       | Deportivo Marquense        | 2-1 | 0-2    |

## Segunda ronda
Eliminatoria disputada a doble partido. Los encuentros de ida se disputaron el 5 de febrero y los de vuelta el 12 de febrero.
| Equipo local ida           | Resultado | Equipo visitante ida | Ida | Vuelta |
| -------------------------- | --------- | -------------------- | --- | ------ |
| Deportivo Zacapa           | 2-3       | Cobán Imperial       | 2-1 | 0-2    |
| Heredia Jaguares           | 6-1       | San Benito           | 4-0 | 2-1    |
| Deportivo Mictlán          | 1-5       | Deportivo Jalapa     | 1-3 | 0-2    |
| Antigua GFC                | 3-2       | Comunicaciones       | 2-2 | 1-0    |
| Deportivo Petapa           | 2-2(v)    | Municipal            | 2-1 | 0-1    |
| Deportivo Samayac          | 4-7       | Juventud Retalteca   | 2-1 | 2-6    |
| Deportivo Nueva Concepción | 3-5       | Aurora F.C.          | 2-1 | 1-4    |
| Deportivo Xinabajul        | 5-6       | Deportivo Marquense  | 4-1 | 1-5    |

## Fase final
|  | Cuartos de final                  | Cuartos de final                  | Cuartos de final                  |   |                                | Semifinales                       | Semifinales                       | Semifinales                       |  |  | Final          | Final          | Final          |
|  | 5 y 12 de marzo / 5 y 19 de marzo | 5 y 12 de marzo / 5 y 19 de marzo | 5 y 12 de marzo / 5 y 19 de marzo |   |                                | 2 y 23 de abril / 9 y 24 de abril | 2 y 23 de abril / 9 y 24 de abril | 2 y 23 de abril / 9 y 24 de abril |  |  | 7 y 14 de mayo | 7 y 14 de mayo | 7 y 14 de mayo |
|  |                                   |                                   |                                   |   |                                |                                   |                                   |                                   |  |  |                |                |                |
|  | Juventud Retalteca                | 1                                 | 1                                 |   |                                |                                   |                                   |                                   |  |  |                |                |                |
|  | Municipal                         | 0                                 | 6                                 |   |                                |                                   |                                   |                                   |  |  |                |                |                |
|  | Municipal                         | 0                                 | 6                                 |   | Deportivo Marquense (Desistió) | 2                                 | 0                                 |                                   |  |  |                |                |                |
|  |                                   |                                   |                                   |   | Deportivo Marquense (Desistió) | 2                                 | 0                                 |                                   |  |  |                |                |                |
|  |                                   | Municipal                         | 1                                 | 3 |                                |                                   |                                   |                                   |  |  |                |                |                |
|  | Aurora F.C.                       | Municipal                         | 1                                 | 3 | 1                              | 0                                 |                                   |                                   |  |  |                |                |                |
|  | Aurora F.C.                       |                                   |                                   |   | 1                              | 0                                 |                                   |                                   |  |  |                |                |                |
|  | Deportivo Marquense               | 0                                 | 2                                 |   |                                |                                   |                                   |                                   |  |  |                |                |                |
|  |                                   |                                   |                                   |   |                                |                                   |                                   |                                   |  |  | Municipal      | 2              | 1              |
|  |                                   |                                   | Cobán Imperial                    | 1 | 0                              |                                   |                                   |                                   |  |  |                |                |                |
|  | Cobán Imperial                    | 2                                 | 3                                 |   |                                |                                   |                                   |                                   |  |  |                |                |                |
|  | Heredia Jaguares                  | 0                                 | 2                                 |   |                                |                                   |                                   |                                   |  |  |                |                |                |
|  | Heredia Jaguares                  | 0                                 | 2                                 |   | Cobán Imperial (v)             | 3                                 | 2                                 |                                   |  |  |                |                |                |
|  |                                   |                                   |                                   |   | Cobán Imperial (v)             | 3                                 | 2                                 |                                   |  |  |                |                |                |
|  |                                   | Antigua GFC                       | 1                                 | 4 |                                |                                   |                                   |                                   |  |  |                |                |                |
|  | Antigua GFC v                     | Antigua GFC                       | 1                                 | 4 | 1                              | 1                                 |                                   |                                   |  |  |                |                |                |
|  | Antigua GFC v                     |                                   |                                   |   | 1                              | 1                                 |                                   |                                   |  |  |                |                |                |
|  | Deportivo Jalapa                  | 0                                 | 2                                 |   |                                |                                   |                                   |                                   |  |  |                |                |                |

## Final

### Partido de ida
| Miércoles 7 de mayo de 2003 | Municipal | 2-1 | Cobán Imperial | Estadio El Trébol, Ciudad de Guatemala |  |

### Partido de vuelta
| Miércoles 14 de mayo de 2003 (a las 15:30) | Cobán Imperial | 0-1 | Municipal         | Estadio Verapaz, Cobán |  |
|                                            |                |     | Mario Acevedo 55' |                        |  |